# زاوية الاربعاء (اداوزايكو)
زاوية الأربعاء هو دُوَّار يقع بجماعة إدا وكلول، إقليم الصويرة، جهة مراكش آسفي في المملكة المغربية. ينتمي الدوّار لمشيخة اداوزايكو التي تضم 8 دواوير. يقدر عدد سكانه بـ 309 نسمة حسب الإحصاء الرسمي للسكان والسكنى لسنة 2004.

## روابط خارجية
- البوابة الوطنية للجماعات الترابية نسخة محفوظة 12 مارس 2018 على موقع واي باك مشين.
- المندوبية السامية للتخطيط